# Mallestig
Mallestig ist eine Katastralgemeinde der Gemeinde Finkenstein am Faaker See im Bezirk Villach-Land.
Der historische Ort Mallestig/Malošče ist der südliche Siedlungskern des Ortes Finkenstein, welcher der Hauptort der gleichnamigen Gemeinde ist. Er wurde 1973 aus den mittlerweile zusammengewachsenen Ortschaften Mallestig/Malošče und St. Stefan/Šteben gebildet. Der Name nimmt Bezug auf die ehemalige Herrschaft sowie das Landgericht Finkenstein, dessen ursprünglicher Sitz die Burg Finkenstein und ab ca. 1795 das Schloss Neufinkenstein war. Der Name Mallestig ist aber als Name der Katastralgemeinde erhalten geblieben.
Zur Katastralgemeinde Mallestig gehören neben Finkenstein auch die Dörfer Obertechanting (Ortschaft Techanting) und Goritschach, der Weiler Kanzianiberg (Ortschaft Goritschach), sowie das ganze Berggebiet der Vor- und Westkarawanken, mit den Almen Goritschacher Alm und Illitsch, bis an den Hauptkamm und die slowenische Grenze, mit dem Techantinger Mittagskogel und dem Mallestiger Mittagskogel (der den Zwölf-Uhr-Berg des Orts darstellt).

## Söhne und Töchter des Ortes
- Karl Mikl (1895–1956), österreichischer Gutsbesitzer und Politiker